# Клінч (округ, Джорджія)
Шаблон:StateAbbr_ 30°55′ пн. ш. 82°42′ зх. д. / 30.92° пн. ш. 82.7° зх. д.
Округ Клінч (англ. Clinch County) — округ (графство) у штаті Джорджія, США. Ідентифікатор округу 13065.

## Історія
Округ утворений 1850 року.

## Демографія
За даними перепису
2000 року
загальне населення округу становило 6878 осіб, зокрема міського населення було 2877, а сільського — 4001.
Серед мешканців округу чоловіків було 3420, а жінок — 3458. В окрузі було 2512 домогосподарства, 1823 родин, які мешкали в 2837 будинках.
Середній розмір родини становив 3,09.
Віковий розподіл населення поданий у таблиці:
| Стать    | До 15 років | 15-21 | 22-29 | 30-39 | 40-49 | 50-65 | 65-85 | Понад 85 |
| -------- | ----------- | ----- | ----- | ----- | ----- | ----- | ----- | -------- |
| Чоловіки | 806         | 330   | 350   | 552   | 511   | 531   | 320   | 20       |
| Жінки    | 770         | 355   | 361   | 470   | 505   | 523   | 419   | 55       |

## Суміжні округи
- Аткінсон — північ
- Вер — схід
- Колумбія, Флорида — південь
- Бейкер, Флорида — південь
- Еколс — південний захід
- Ланьєр — захід

## Виноски
1. ↑  U.S. Decennial Census. United States Census Bureau. Архів оригіналу за 26 квітня 2015. Процитовано 20 червня 2014.
2. ↑  Historical Census Browser. University of Virginia Library. Архів оригіналу за 26 грудня 2013. Процитовано 20 червня 2014.
3. ↑  Population of Counties by Decennial Census: 1900 to 1990. United States Census Bureau. Архів оригіналу за 2 лютого 2019. Процитовано 20 червня 2014.
4. ↑  Census 2000 PHC-T-4. Ranking Tables for Counties: 1990 and 2000 (PDF). United States Census Bureau. Архів оригіналу (PDF) за 18 грудня 2014. Процитовано 20 червня 2014.
5. ↑  State & County QuickFacts. United States Census Bureau. Архів оригіналу за 7 червня 2011. Процитовано 20 червня 2014.(англ.) Наведено за англійською вікіпедією.
6. ↑  American FactFinder. Бюро перепису населення США. Архів оригіналу за 29 липня 2011. Процитовано 31 січня 2008.

| США | Це незавершена стаття з географії США. Ви можете допомогти проєкту, виправивши або дописавши її. |